# Strażnica SG Mielnik
Strażnica SG Mielnik – graniczna jednostka organizacyjna polskiej straży granicznej realizująca zadania bezpośrednio w ochronie granicy państwowej.

## Formowanie i zmiany organizacyjne
W dniu 5 lipca 1996 roku otwarto strażnicę SG w Mielniku. 
W wyniku realizacji kolejnego etapu zmian organizacyjnych w Straży Granicznej w 2002 roku, strażnica uzyskała status strażnicy SG I kategorii.
24 sierpnia 2005 roku funkcjonującą dotychczas strażnicę SG w Mielniku przemianowano na placówkę Straży Granicznej.

## Komendanci strażnicy
- kpt. Jerzy Pawluczuk (1996-?)[1]